# Лико из Троаде
Лико из Троаде (Грчки: Λύκων, транслит. Lýkōn, gen.: Λύκωνος оквирно 299 – оквирно 225. п. н. е.), син Астијанакса, био је перипатетички филозоф и Стратонов ученик, кога је наследио на месту начелника перипатетичке школе, в. 269. п. н. е.; на тој функцији је био више од четрдесет четири године.

## Живот
Наводи се да је учио код дијалектичара Пантоида.
Ликон је боравио у Пергамону, под патронатом Еумена I и Атала I Сотер. Антиох II Тео је покушавао да га убеди да пређе да ради у његову земљу. Његови савети су у неколико наврата били од велике помоћи Атињанима. Био је слављен због своје елоквенције.
Према Диогену Лаетију, Антигон Каристски је изјавио да је лепота његових изрека везана за њега, као што су лепота и слаткоћа јабуке везане за јабуку, без могућности да се пренесу на било шта друго. Био је и цењени васпитач дечака.
Наводи се да је Хермип из Смирне истицао његово уредно одевање и квалитет материјала  одеће. Поклањао је велику пажњу телу као и уму, и, непрестано је тренирао и такмичио се у атлетским дисциплинама, био је изузетно здрав и робустан.
Био је љути ривал перипатетичком филозофу Хијерониму са Родоса. Ликов најистакнутији ученик у перипатетичкој школи био је Аристо Цеоски који га је можда наследио на месту челника школе.
Умро је од гихта у 74. години.

## Дела
Међу њговим списима је вероватно било и дело О ликовима (слично делу Теофраста), чији је фрагмент сачувао Рутилијус Лупус, иако ниједан антички писац не помиње наслов књиге. Из писања Цицерона и Климента Александријског произилази да је писао о границама добра и зла (лат. De Finibus). Апулеј сугерише да је написао дело о природи животиња. Поред тога, тврдило се да је Ликов тестамент пронашао Лаертије.
Диоген Лаертије је Ликоу из Троаде приписао додатни број изрека којима је демонстрирана његова горе поменута елоквенција.